# Орбита (мини-футбольный клуб)
«Орбита» — мини-футбольный клуб из Запорожья, бронзовый призёр чемпионата Украины по мини-футболу 1992 года.
Тренером команды и председателем футбольного клуба «Орбита» был Александр Гуржеев.
К финальному турниру розыгрыша чемпионата Украины 1992 года под руководством Гуржеева «Орбита» приходит на третьем месте, поделив очки с днепропетровским ДХТИ. В решающих матчах с участием шести лучших украинских команд «Орбита» опережает других претендентов на медали и занимает третье место.